# Atarba (Atarbodes) leptophallus
Atarba (Atarbodes) leptophallus is een tweevleugelige uit de familie steltmuggen (Limoniidae). De soort komt voor in het Afrotropisch gebied.